# Fontaine Souta Loggia
La fontaine Souta Loggia est située place Saint-Nicolas, à Sospel, en France.

## Localisation
La fontaine est située dans le département français des Alpes-Maritimes, sur la commune de Sospel.

## Historique
Le roi de Sardaigne Victor-Amédée III décida de donner des lettres patentes en 1780 pour moderniser la Real Strada, la route royale, à Sospel et de la rendre carrossable. Une fontaine dite del Sause se trouvant près de la porte du Pont Vieux devait être déplacée pour permettre le passage de la route.
Les travaux de la nouvelle route à Sospel ont commencé en 1782 et le 4 septembre 1784 les carrosses pouvaient traverser la ville.
Le 6 novembre 1786, l'administration royale a donné 250 lires pour réparer la fontaine de la Sause et la remonter à la Cabraïa. Cette décision est enregistrée le 26 juin 1787. Mais des oppositions sont exprimées le 18 août par les habitants du bourg Saint-Nicolas. Cette opposition est probablement due au fait que la fontaine del Sause se trouvait en rive gauche et que la nouvelle fontaine de la Cabraïa était implantée en rive droite de la Bévéra.
Les travaux sont arrêtés le 29 octobre. Finalement les habitants du bourg Saint-Nicolas, en rive gauche, demandèrent qu'on construisit aussi une fontaine en rive gauche. Au début de 1788, la commune accepte de l'installer place du Saint-Esprit, actuelle place Saint-Nicolas, sous les arcades, en rive gauche.
L'eau a coulé à la fontaine Souta Loggia le 2 août 1788 et à la fontaine de la Cabraïa, le 20 octobre.
L'édifice est inscrit au titre des monuments historiques le 10 décembre 1949.